# ジョルディ・シャマル
ジョルディ・シャマル（Jordi Xammar Hernández, 1993年12月2日 - ）は、スペイン・カタルーニャ州バルセロナ県バルセロナ出身の男子セーリング競技選手。2020年東京オリンピック470級銅メダリスト。

## 経歴
2016年にブラジルのリオデジャネイロで開催された2016年リオデジャネイロオリンピックでは、ジョアン・エルプと組んだ470級で12位となった。
その後は主としてニコラス・ロドリゲスと組んでいる。2017年にモナコで開催されたヨーロッパ選手権では、470級で3位となった。
2019年にイタリアのサンレーモで開催されたヨーロッパ選手権では、470級で2位となった。2019年に日本の江ノ島で開催されたセーリング世界選手権では、470級で2位となった。
2021年に日本の東京で開催された2020年東京オリンピックでは、ニコラス・ロドリゲスと組んだ470級で銅メダルを獲得した。